# Симеон Бернуціу
Симео́н Бернуціу (рум. Simion Bărnuţiu; 21 червня 1808, Бокша, Селаж — 28 травня 1864, Синміхаю-Алмашулуй, Селаж), жив у Румунії (Трансільванії) філософ, юрист, політик та історик.
Діяльність Симеона Бернуціу для румунського національного руху мала таке ж значення як Джузеппе Мадзіні для італійців, Франтішека Палацького для чехів, Міклоша Вешшелині для угорців.